# دهستان تسامانگ
دهستان تسامانگ (به لاتین: Tsamang Gewog) یک دهستان در کشور بوتان است که در ناحیهٔ مونگار واقع شده‌است.